# Alfonso al II-lea de Neapole
Alfonso al II-lea de Neapole (n. 4 noiembrie 1448, Napoli, Regatul Neapolelui – d. 18 decembrie 1495, Messina, Italia), numit și Alfonso de Aragon, a fost rege al Regatului de Neapole din 25 ianuarie 1494 până la 22 februarie 1495 cu titlul Rege de Napoli și Ierusalim. Ca Duce de Calabria a fost patron al poeților și constructorilor renascentiști în timpul mandatului său ca moștenitor al tronului Neapolelui.